# Walter von Reichenau
 Walter Karl Ernst August von Reichenau (8. října 1884 Karlsruhe – 17. ledna 1942 Poltava/Lvov) byl německý důstojník a za druhé světové války polní maršál.

## Reichsheer
Narodil se v rodině pruského generálporučíka v Karlsruhe. Po složení maturitní zkoušky v roce 1903 vstoupil do pruské armády a v roce 1904 byl povýšen do hodnosti poručíka u 1. gardového pluku polního dělostřelectva. V roce 1911 nastoupil na Válečnou akademii a v roce 1912, po jejím absolvování, byl povýšen na nadporučíka.
Na začátku první světové války působil jako pobočník velitele 1. gardového pluku polního dělostřelectva a ještě v roce 1914 byl povýšen na kapitána a vyznamenán Železným křížem 1. a 2. třídy. V následujícím roce byl převelen ke generálnímu štábu a zde zastával funkci důstojníka IIb. V roce 1916 převzal funkci důstojníka Ia ve štábu u 49. záložní pěší divize a 7. jezdecké divize.

## Reichswehr
Po skončení války byl přijat do Reichswehru a v roce 1919 působil jako důstojník na generálním štábu Grenzschutz Ost („Ochrana hranic – východ“) ve Slezsku, který zastřešoval obranu východní hranice Výmarské republiky. V roce 1929 se stal, už jako podplukovník, náčelníkem utajeného generálního štábu zpravodajské inspekce ministerstva obrany (Versailleská smlouva Německu nedovolovala mít generální štáb) a v roce 1930 se stal náčelníkem štábu Wehrkreiskommando I. ve Východním Prusku. 1. února 1932 byl jmenován do funkce vedoucího úřadu Říšského ministerstva obrany jako styčný důstojník mezi ministerstvem a armádou a brzy poté se stal osobním poradcem říšského ministra obrany a pozdějšího ministra války, generálporučíka Wernera von Blomberg. Společně vypracovávali nové taktiky mobilního boje podle zkušeností z konce první světové války.
V rámci restrukturalizace Reichswehru na Wehrmacht se stal vedoucím Wehrmachtsamtu a byl povýšen do hodnosti generálmajora. Reichenauův strýc byl nadšený nacista a roku 1932 ho představil Hitlerovi. Navzdory snaze armádního velení o apolitičnost armády vstoupil von Reichenau do NSDAP, kde se na nejvyšších místech zasazoval proti SA a růstu jejího vlivu. Za toto politické angažování si vysloužil přezdívku „politický generál“. Snažil se, aby Wehrmacht byl jedinou vojenskou složkou ve státě a tyto snahy vyvrcholily v roce 1934 „Nocí dlouhých nožů“.

## Wehrmacht
V roce 1935 byl povýšen do hodnosti generálporučíka a stal se velitelem VII. armádního sboru. Na jeho místo velitele Wehrmachtsamtu nastoupil budoucí polní maršál a náčelník štábu OKW, generálmajor Wilhelm Keitel. V roce 1936 s podílel na organizaci Olympijských her v Berlíně. V roce 1938 byl povýšen na generála dělostřelectva a když se v souvislosti s (inscenovanou?) aférou generálů Blomberga a Fritsche stal faktickým vrchním velitelem Hitler, stal se von Reichenau velitelem skupinového velitelství pozemního vojska v Lipsku. V témže roce se zúčastnil obsazení Sudet a v polovině března 1939 i zbytku Československa.

### Polsko a Západní tažení
26.8.1939 se stal velitelem 10. armády, která byla součástí Skupiny armád Jih, pod velením polního maršála Gerda von Rundstedt a 1. září zaútočil z Horního Slezska směrem na sever. 20.9.1939 hlásil zajetí 80 000 polských vojáků a ukořistění 320 děl, 130 letadel a 40 tanků. Následně byl povýšen na generálplukovníka a měsíc na to se stal velitelem 6. armády, která byla součástí Skupiny armád B, pod velením generálplukovníka Fedora von Bock. 10. května 1940 zaútočil v rámci operace Sichelschnitt skrz Holandsko a Belgii. Po kapitulaci Francie byl povýšen za své zásluhy do hodnosti generál polní maršál. Po zrušení operace Seelöwe (invaze do Anglie) byla 6. armáda přeřazena ke Skupině armád C a vrátila se k výcvikovým úlohám.

### Operace Barbarossa
22.6.1941 v rámci operace Barbarossa zaútočil se svojí 6. armádou na SSSR a postupně dobyl Kyjev, Charkov a Kursk a během svého postupu zajal velké množství vojáků a materiálu. Je rovněž zodpovědný za masakr 33 771 kyjevských Židů v rokli Babi Jar u Kyjeva, který se odehrál na konci září 1941. Vydal také tzv. Reichenauův rozkaz (Reichenau Befehl), který vyzýval k nemilosrdnému postupu vůči židovským podlidem. 3.12.1941 převzal velení Skupiny armád Jih a ve funkci velitele 6. armády ho nahradil generálplukovník Friedrich Paulus.
15. ledna 1942 dostal von Reichenau v Poltavě srdeční záchvat a musel být letecky transportován do Německa. Letadlo bylo nuceno kvůli poruše nouzově přistát ve Lvově a von Reichenau dostal ze šoku mozkovou mrtvici s následným krvácením do mozku a zemřel. Jeho tělo bylo letecky transportováno do Lipska, kde lékař oficiálně potvrdil smrt.

## Data povýšení
- Leutnant – 18. srpna 1904
- Oberleutnant – 18. srpna 1912
- Hauptmann – 28. listopadu 1914
- Major – 1. července 1923
- Oberstleutnant – 1. dubna 1929
- Oberst – 1. února 1932
- Generalmajor – 1. února 1934
- Generalleutnant – 1. října 1935
- General der Artillerie – 1. října 1936
- Generaloberst – 1. října 1939
- Generalfeldmarschall – 19. července 1940

## Vyznamenání
- Rytířský kříž Železného kříže (30.09.1939)
- Železný kříž, I. třída,
- Železný kříž, II. třída
- Železný kříž, Spona 1939 k Železnému kříži 1914 I. třídy
- Železný kříž, Spona 1939 k Železnému kříži 1914 II. třídy
- Řád koruny, IV. třída
- Královský hohenzollernský domácí řád, s meči
- Řád Fridrichův, s meči
- Hamburský hanzovní kříž
- Vojenský záslužný kříž, III. třída s meči
- Sudetská pamětní medaile, se sponou s motivem pražského hradu
- Kříž cti, s meči
- Služební vyznamenání Wehrmachtu, I. třída
- Medaile za východní frontu

údaje použity z: ruská Wikipedie- Рейхенау, Вальтер фон, polská Wikipedie-Walter von Reichenau